# Сихир
Сихир или сихр (арап. sehare) што у преводу са арапског значи превара, обмана, илузија. Ислам осуђује црну магију, али међу исламским учењацима не постоји консензус о томе какав приступ према сихиру.